# Miljski zaliv
Miljski zaliv (italijansko Baia di Muggia) je zaliv na jugovzhodni strani Tržaškega zaliva med Miljskim polotokom in tržaško obalo.  
Od preostalega dela Tržaškega zaliva ga ločuje črta, ki povezuje Tanki rt (Punta Sottile) na Miljskem polotoku in tržaški rt Sv. Andreja. Obsega 13 km2, kar predstavlja 2,4 odstotka površine Tržaškega zaliva.
Zaliv je večinoma plitek, njegova globina v povprečju ne presega 20 m. Zaliv je potopljena rečna dolina, ki je nastala po zadnji ledeni dobi. V notranjost se nadaljuje nizko akumulacijsko dno doline reke Glinščice in Osapske reke. Akumulacijski del zaliva je bil bistveno preoblikovan, sprva za soline (Trst, Žavlje), kasneje pa za industrijske cone (Žavlje, Štramar), kot tudi zaradi urbanizacije (Trst, Milje). Severno obalo zaliva zavzema Tržaški pomol.